# Kickstart

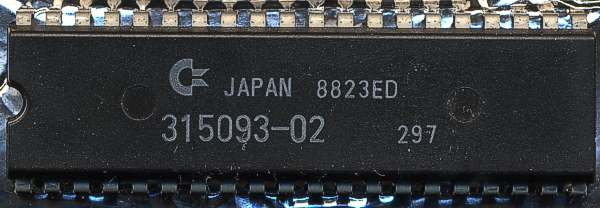
Kickstart 1.3

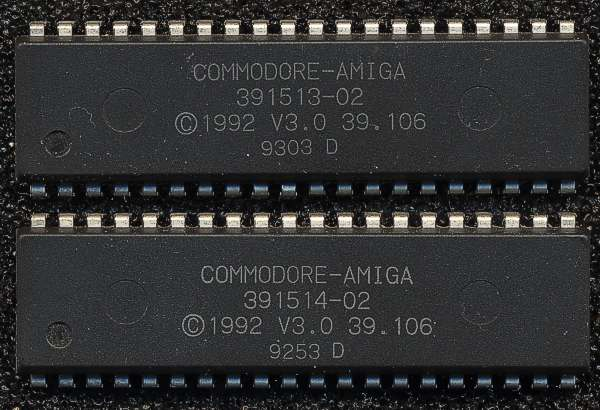
Kickstart 3.0 do Amigi 1200

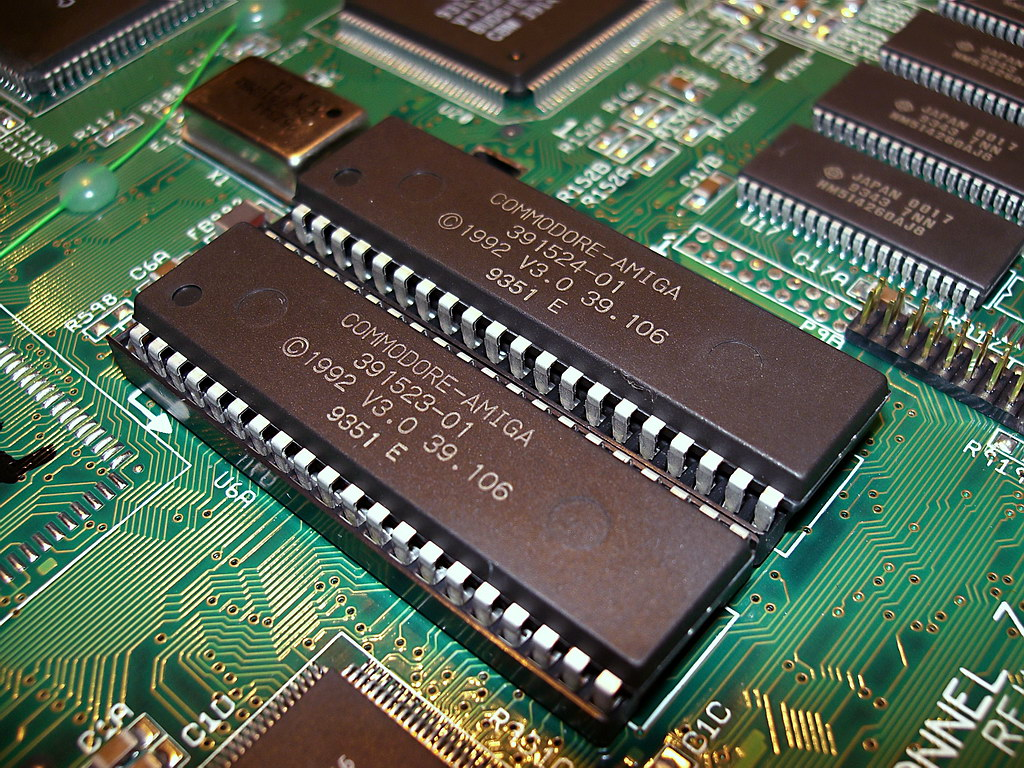
Kickstart 3.0 na płycie głównej Amigi 1200

Kickstart – program rozruchowy komputerów Amiga, zawarty w pamięci ROM, uruchamiany zaraz po włączeniu zasilania lub restarcie. W końcowej fazie startu poszukiwane są wszystkie nośniki danych wykryte przez Kickstart (np. stacje dyskietek) w celu rozpoczęcia wczytywania systemu operacyjnego. Kickstart zawierał także dużą część systemu operacyjnego, między innymi obsługę podstawowych systemów plików czy biblioteki graficzne, co skracało czas uruchomienia Amigi.
Odpowiednikiem Kickstartu w komputerach typu IBM-PC (x86) jest BIOS.
Wersje Kickstart komputerów Amiga wydane przez Commodore:
| Numer wersji | Kickstart | Wielkość ROM | Opis |
| ------------ | --------- | ------------ | --- |
| 30           | 1.0       | 256 kB       | uruchamiany z dyskietki – Amiga 1000 |
| 31           | 1.1       | 256 kB       | uruchamiany z dyskietki Amiga 1000 (Wersja NTSC)                                                                                              |
| 32           | 1.1       | 256 kB       | uruchamiany z dyskietki Amiga 1000 (Wersja PAL)                                                                                               |
| 33           | 1.2       | 256 kB       | uruchamiany z dyskietki Amiga 1000, 500 i 2000 zawarty w pamięci ROM. Autoconfig obecny w pamięci ROM, bez możliwości startu z dysku twardego |
| 34           | 1.3       | 256 kB       | uruchamiany z dyskietki Amiga 1000, 500 i 2000 zawarty w pamięci ROM. Poprawiony Autoconfig, możliwość startu z dysku twardego                |
| 35           | ?.?       | ?            | wersja specjalna zawierająca obsługę monitora A2024                                                                                           |
| 36           | 2.0       | 512 kB       | zawierająca obsługę układu ECS dla Amigi 500+ i Amigi 3000 (w pierwszych A3000 wczytywany z twardego dysku)                                   |
| 37           | 2.04      | 512 kB       | obsługa IDE Amiga 600, Amiga 3000 (w pamięci ROM), Amiga 2000 (rev. d)                                                                        |
| 37           | 2.05      | 512 kB       | poprawiona obsługa IDE – Amiga 600 |
| 38           | 2.1       | 512 kB       | |
| 39           | 3.0       | 512 kB       | AGA – Amiga 1200 i Amiga 4000 |
| 40           | 3.1       | 512/1024 kB  | AGA – Amiga CD32 i Amiga 4000T |

Poszczególne wersje różniły się zależnie od modelu komputera, w którym były instalowane. Istniały również wersje wyższe niż 3.1 (3.5 – 4.0), nie były jednak dostępne jako fabrycznie montowane w komputerach, stanowiąc aktualizację wgrywaną po każdorazowym uruchomieniu Amigi.
Najczęściej podawana numeracja jest analogiczna do wersji uruchamianego systemu operacyjnego. Rzeczywista numeracja Kickstartu, określającego serię i model komputera dla którego jest przeznaczony, jest rzadko spotykana.